# Sergei Illarionowitsch Wassiltschikow

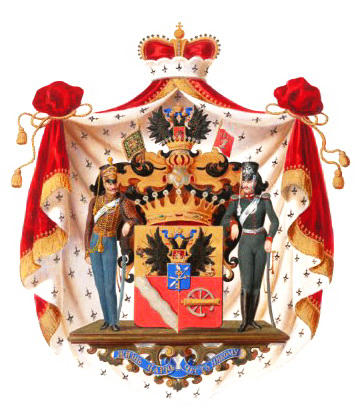
Fürstenwappen der Familie Wassiltschikow

Sergei Illarionowitsch Wassiltschikow (russisch: Васильчиков, Сергей Илларионович; * 9. September 1849 in Kiew; † 27. August 1926 in Versailles) war ein russischer Fürst (князь), Großgrundbesitzer und General der Kavallerie in der Kaiserlich-russischen Armee.

## Leben
Sergei Illarionowitsch hatte von seinen Eltern große Besitzungen in der Oblast Woronesch und den Gouvernements  Sankt Petersburg und Kowno  geerbt. Er wollte aber kein Großgrundbesitzer sein und entschloss sich die militärische Laufbahn einzuschlagen.
Im Jahre 1867 trat er in das Kaiserliche-Pagenkorps ein, nach seiner Erstausbildung wurde er als Kornett in das Berittene-Leibgarde-Regiment überstellt. Nach einer 5-jährigen Dienstzeit wurde er 1872 zum persönlichen Adjutanten des Zaren Alexander II. (1818–1881) ernannt. Von 1877 bis 1878 war er Teilnehmer im  Russisch-Osmanischen Krieg und diente in der Leibgarde und Wacheinheit des Zaren. Von 1885 bis 1890, nun im Rang eines Obersten,  war er Kommandeur des 17. Dragoner-Regiments. Es folgte von 1890 bis 1896, seit 1891 als Generalmajor, das Kommando über das Husaren-Leib-Regiment seiner Majestät. Dem schloss sich von August 1896 bis Dezember 1898 die Befehlsgewalt über die 2. Brigade der 2. Kavallerie-Division an. Danach wurde er von Dezember 1898 bis Januar 1899 Kommandeur der 12. Kavallerie-Division, von Januar 1899 bis Dezember 1901 Divisionskommandeur der 1. Kavallerie-Division. Er wurde 1899 zum Generalleutnant befördert. Von 1901 bis 1902 war er Oberbefehlshaber aller Einheiten, Verbände und Großverbände der Garden und Wachen im  Militärbezirk Sankt Petersburg die unter dem persönlichen Führung des Großfürsten Wladimir Alexandrowitsch Romanow standen. 1902 wurde er zum Generaladjutanten ernannt und übernahm von 1902 bis 1906 als Befehlshaber das 1. Garde-Korps.
Er leitete 1905 während des Petersburger Blutsonntag den Militär- und Polizeieinsatz und war für die Erschießung von Demonstranten verantwortlich. Diese Aktion war auch ein Anlass zur nachfolgenden Russischen Revolution. Wegen der fortführenden Unruhen im Preobraschenski Leib-Garderegiment, welches dem 1. Garde-Korps unterstand, wurde Wassiltschikow abgelöst. 1910 wurde er zum General der Kavallerie befördert. Nach der Russischen Revolution im Jahre 1917 emigrierte Fürst Wassiltschikow nach Frankreich und verstarb 1926 in Versailles.

## Ordensdekorationen
- Russischer Orden der Heiligen Anna, 3. Klasse (1874)
- Russischer Orden des Heiligen Stanislaus, 2. Klasse (1877)
- Orden der Heiligen Anna, 2. Klasse (1878)
- Orden des Heiligen Wladimir, 4. Klasse
- Orden des Heiligen Wladimir,  3. Klasse (1888)
- Russischer Sankt-Stanislaus-Orden, 1. Klasse (1894)
- Orden der Heiligen Anna, 1. Klasse (1896)
- Orden des Heiligen Wladimir, 2. Klasse (1904)
- Russischer Orden des Weißen Adlers (1906)
- Kaiserlicher Alexander-Newski-Orden (1913)
- Kaiserliche Alexander-Newski-Orden mit Diamanten (1916)

## Herkunft und Familie

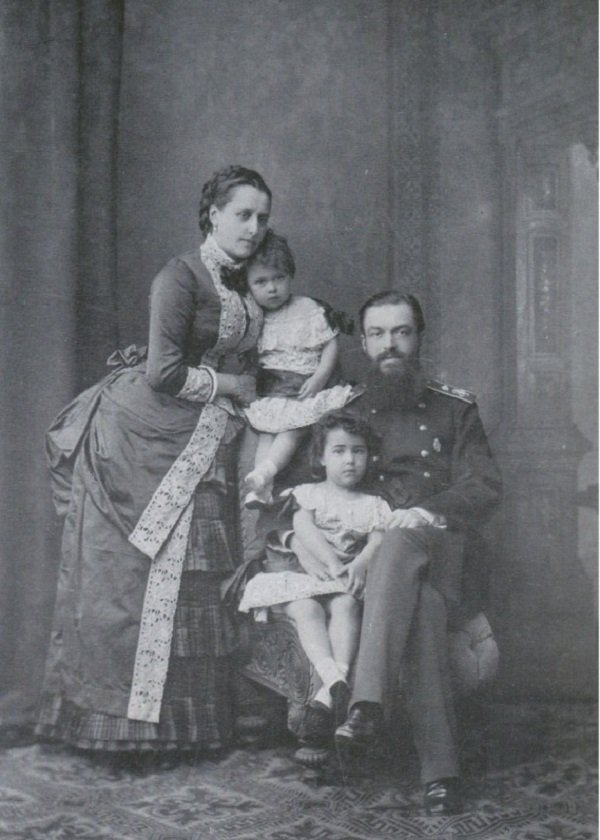
Wassiltschikow mit Familie

Knjas S.I. Wassiltschikow stammte aus dem Fürstengeschlecht Wassiltschikow, er war der Sohn des Gouverneurs  Fürst Illarion Illarionowitsch Wassiltschikow (1805–1862) und dessen  Ehefrau  Katharina Alexejewna Schtscherbatowa (1818–1869).  Sergei heiratete Maria Nikolajewna Issakowa (1853–1922), ihre Nachkommen waren Sofia (1879–1927),  Illarion (1881–1969), Nikolai (1883–1927) und Georgi (1890–1915).